# Китайський лев

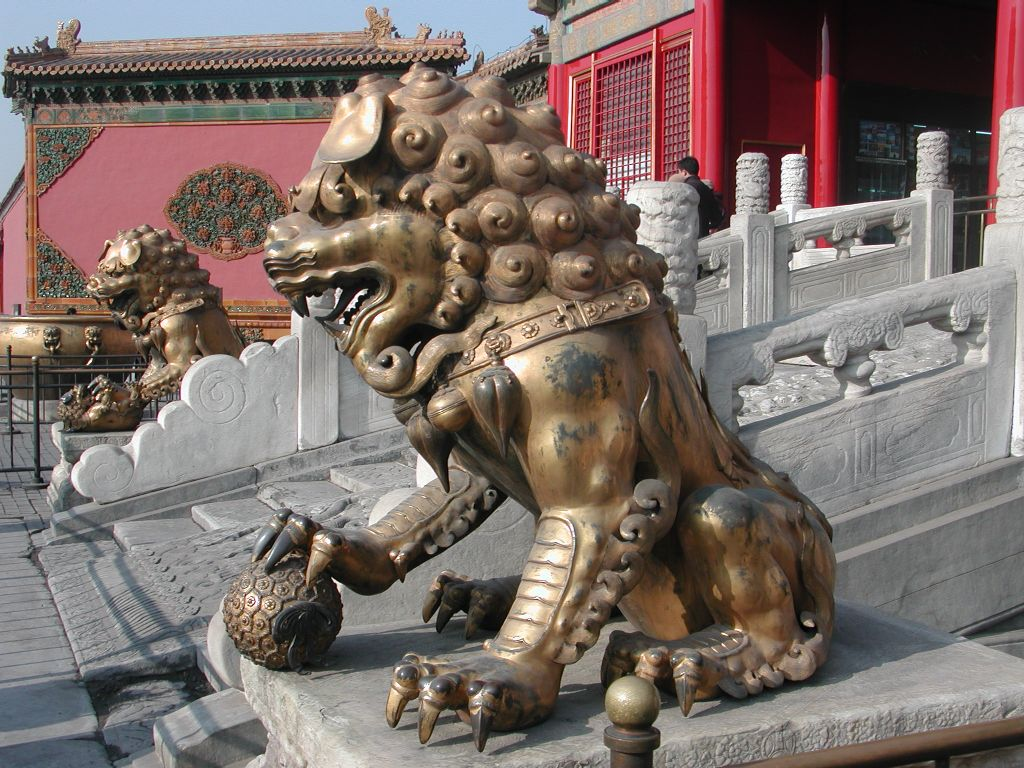
Імператорські леви в Забороненому місті.

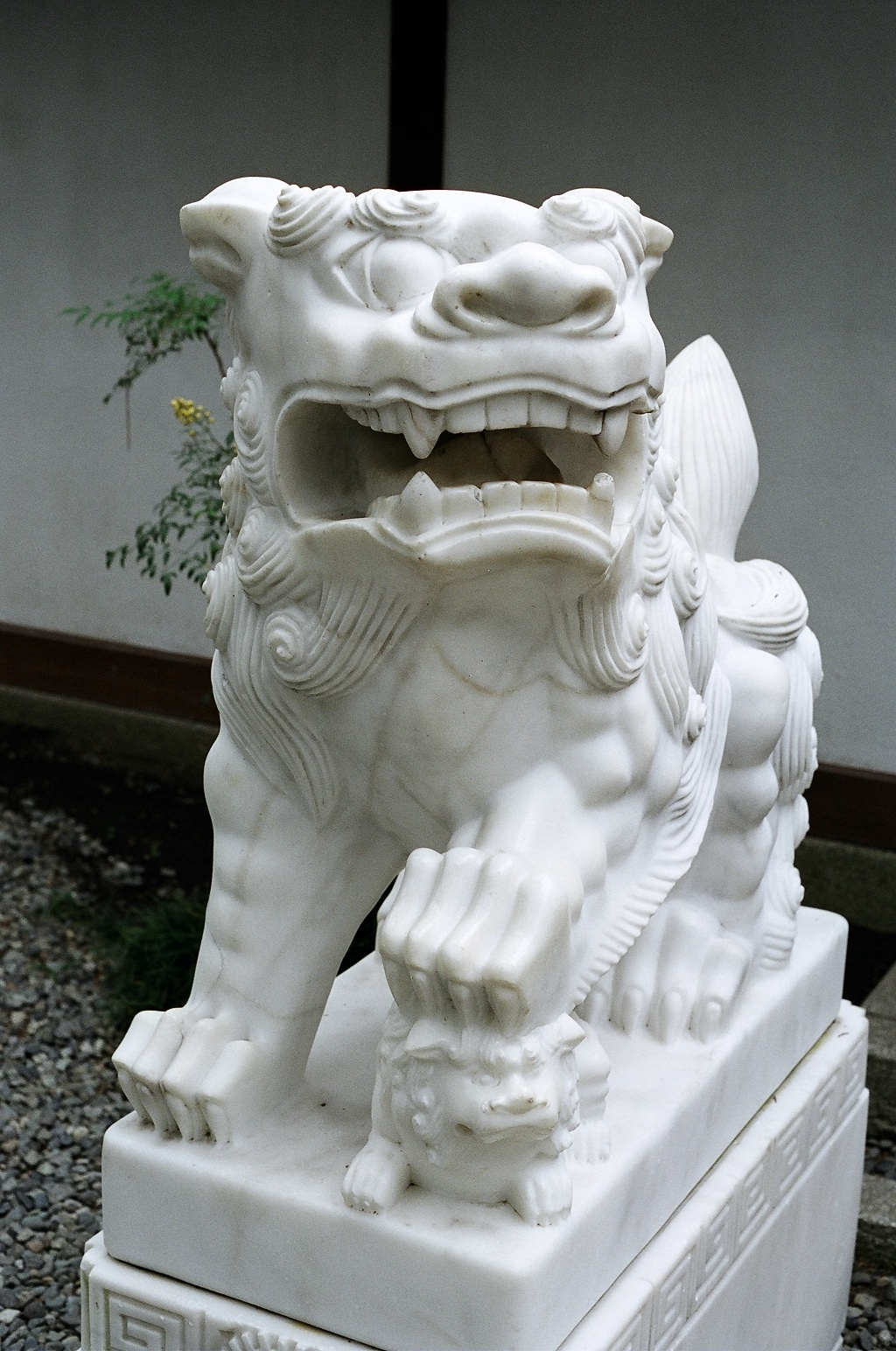
Мармурова левиця біля входу в храм. Камакура, Японія

Китайський лев, лев-страж (кит. 獅 срощ. 狮 shī, ші; яп. 獅子, циці, рідше - дзіс) - традиційне, зазвичай скульптурне і парне зображення міфічного лева - вартового (іноді - собаки або оленя) перед воротами імператорських усипальниць, урядових резиденцій, адміністративних будівель і культових споруд імператорського Китаю (приблизно з часів династії Хань) і Японії. В даний час - атрибут буддійських храмів Східної Азії (Китай, Корея, Японія) і Центральної Азії (Монголія і Росія) і сінтоїстських святилищ.
Лев як містичний символ має широке поширення в дхармічних релігіях. Він, наприклад, є Вахане (їздовою твариною) Манджушрі.

## Історія
Відповідно до віруваннями Стародавнього Китаю, лев - міфічний захисник Закону, страж сакральних споруд. Він є символом могутності й успіху, царської влади і сили. У Кореї, де китайському леву відповідає корейська собака, його шкура вважалася найміцнішою бронею.
В Японії Дзіс являє собою суміш китайського лева і корейського собаки, який наділений тими ж міфічними силами і здібностями.

## Культовий сенс
Традиційно, леви-вартові розташовуються парою по обидва боки входу в святилище. При цьому, за праву руку зазвичай розташовується лев, по ліву - левиця. Зазвичай, лев притримує лапою кулю, яка в буддійській традиції трактується як тама (яп. 玉) - скарб, символ буддійського знання, несе світло в темряву і що може виконувати бажання. Левиця в такому випадку зазвичай зображується притримуючою лапою левеня. У парній скульптури зазвичай одна фігура зображується з відкритою пащею, інша - із закритою. Це трактується по-різному: як символ народження і смерті; як символ відкритості до добрих помислів і неприйняття злих, або як візуальне позначення першої та останньої букв санскритського алфавіту («а» і «у»). Взагалі, відкрита паща повинна відлякувати злих демонів, закрита - утримувати та захищати добрих.

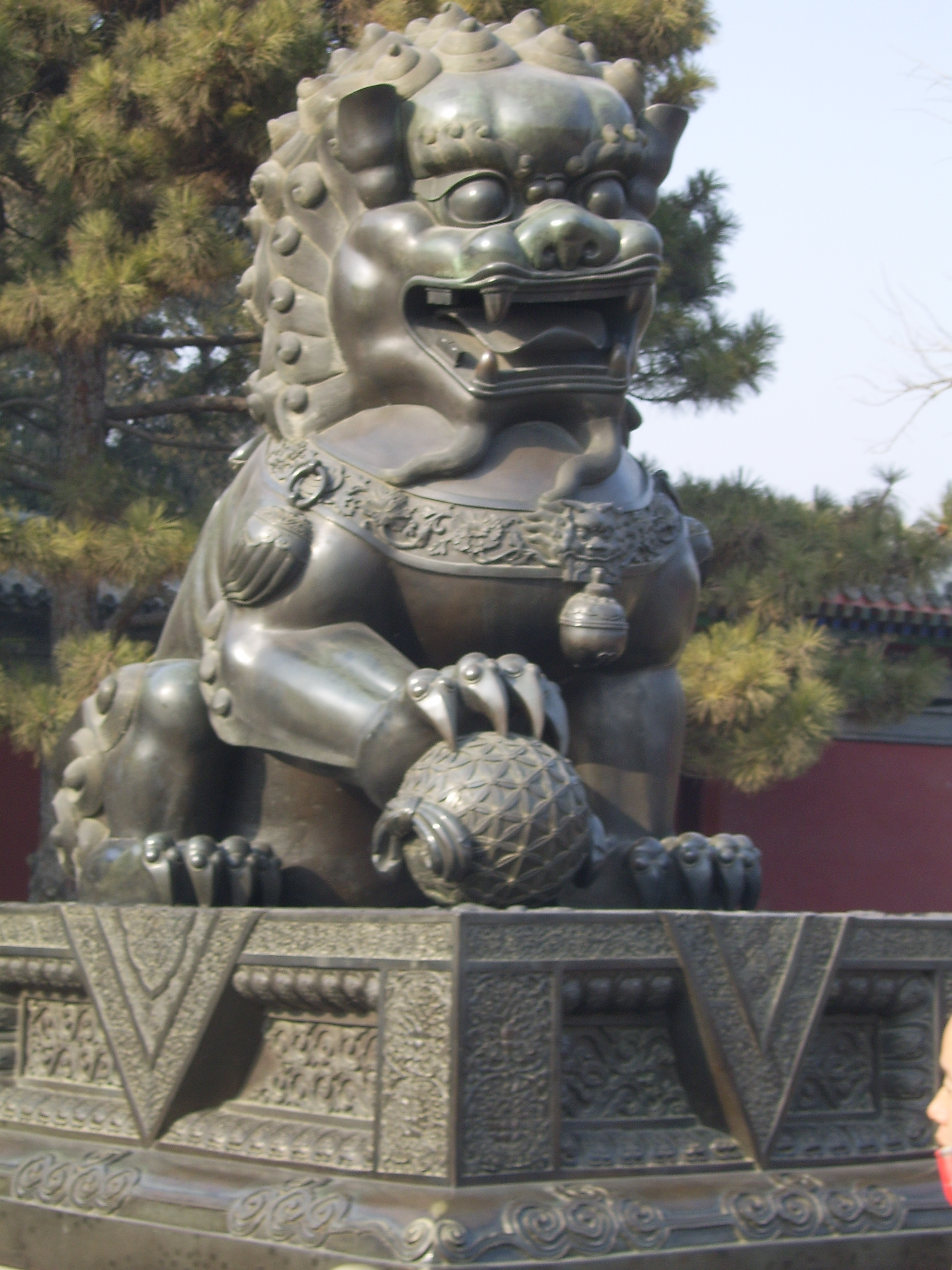
Мідний лев-страж біля входу в Павільйон Доброзичливості і Довголіття, Літній палац (Пекін)
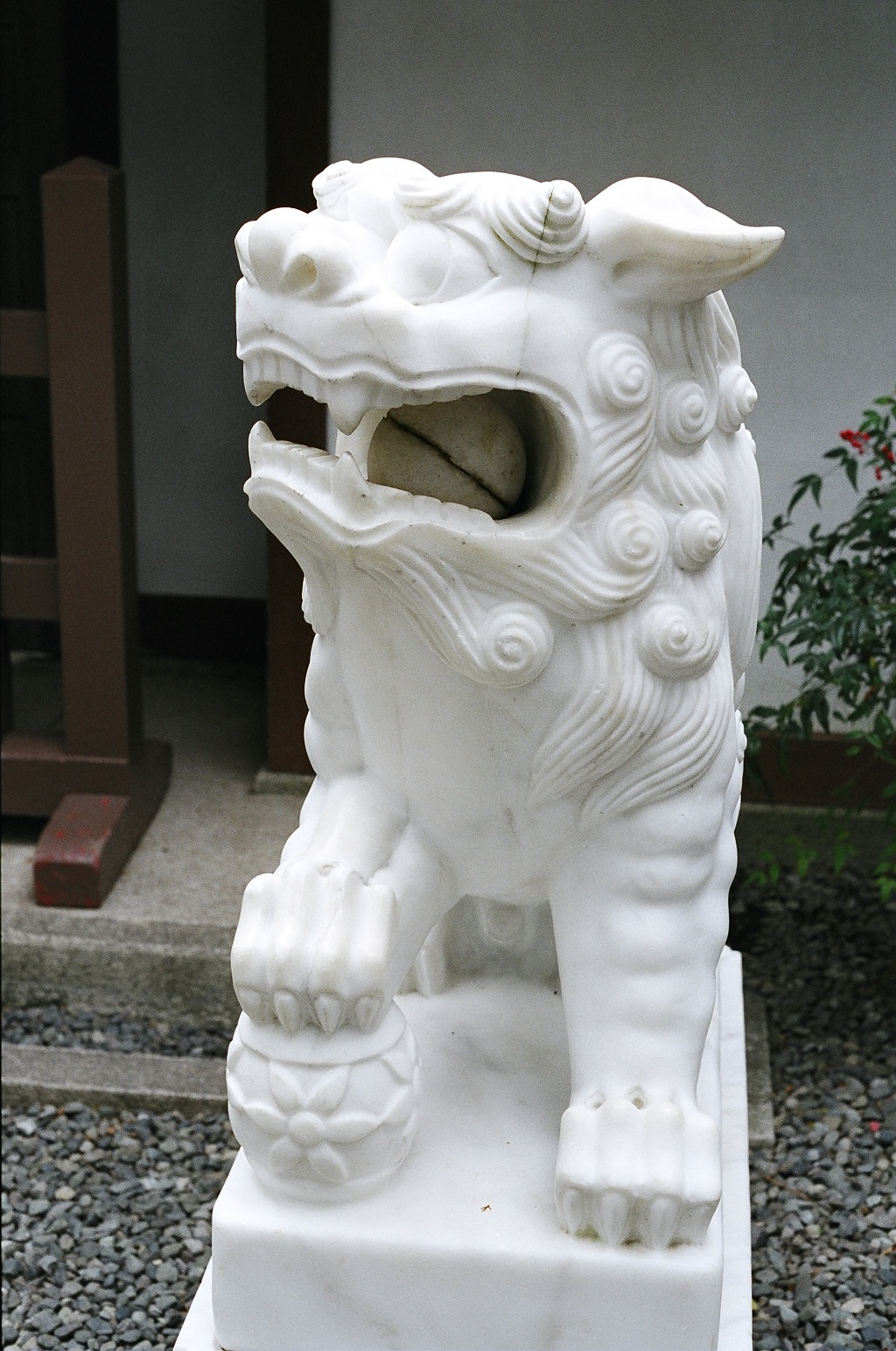
Мармуровий лев біля входу в храм. Камакура, Японія
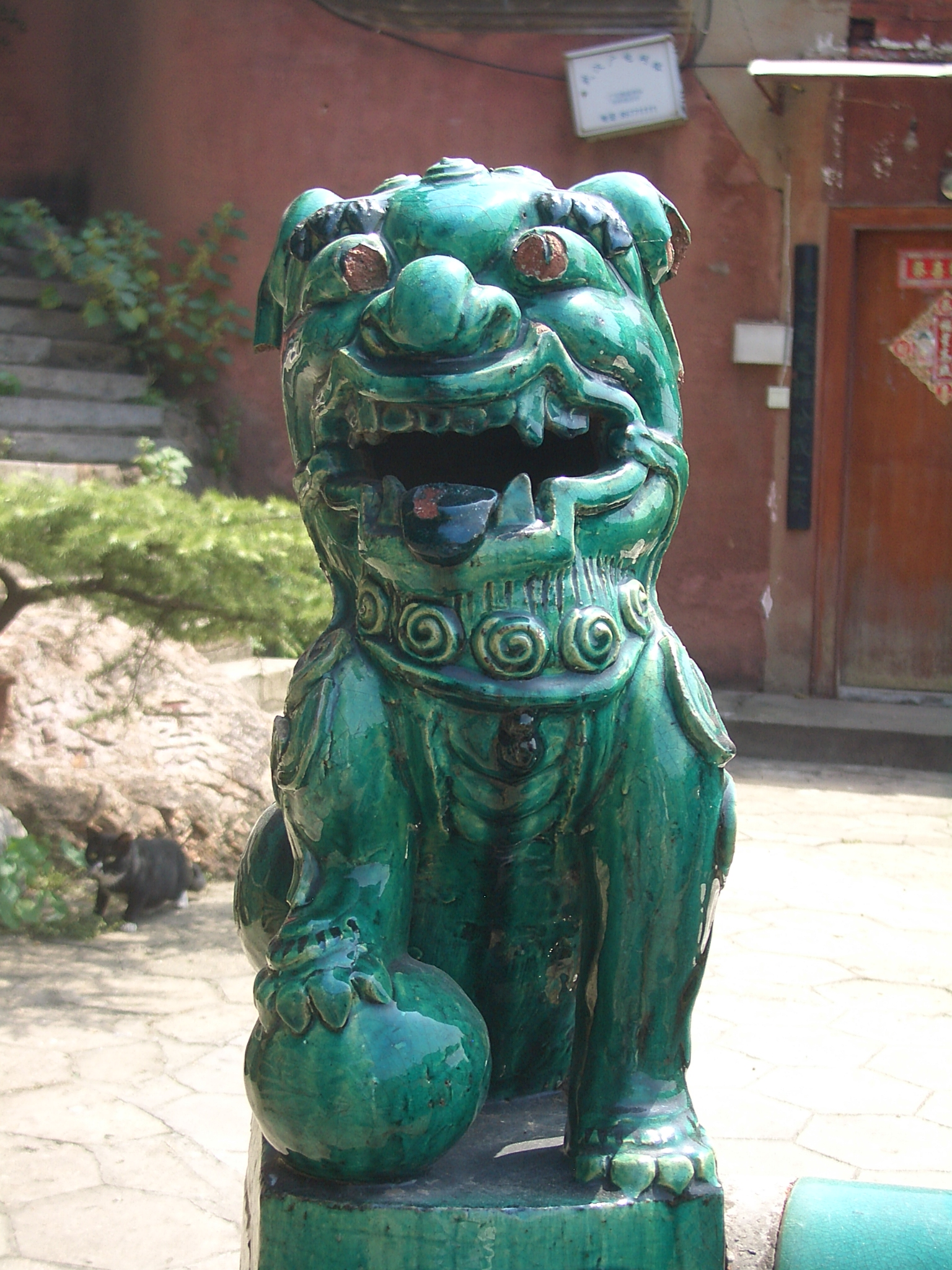
Веселий лев в таоїстському храмі «Чанчунь», м Ухань
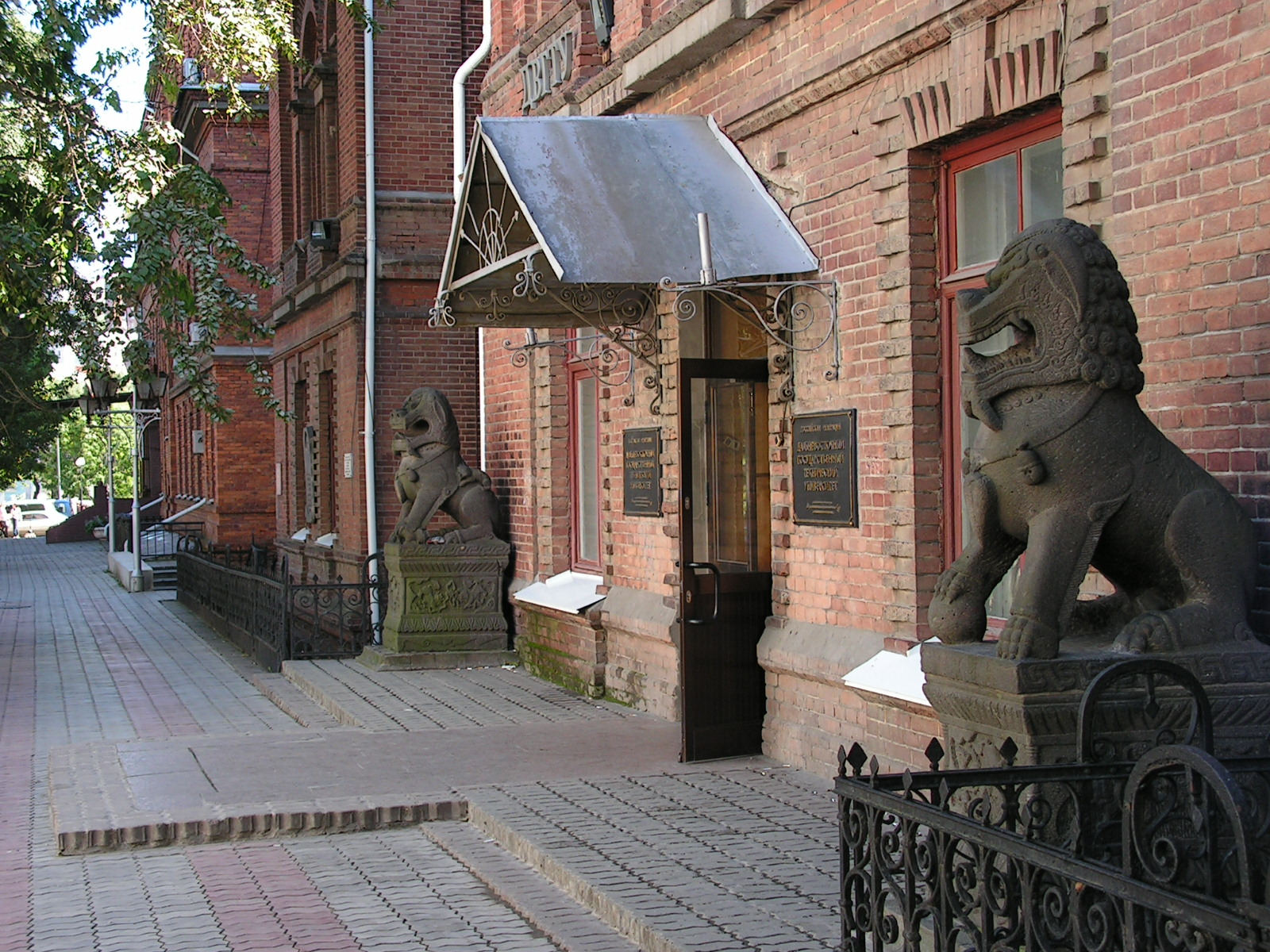
Леви біля головного корпусу ДВГТУ, м Владивосток
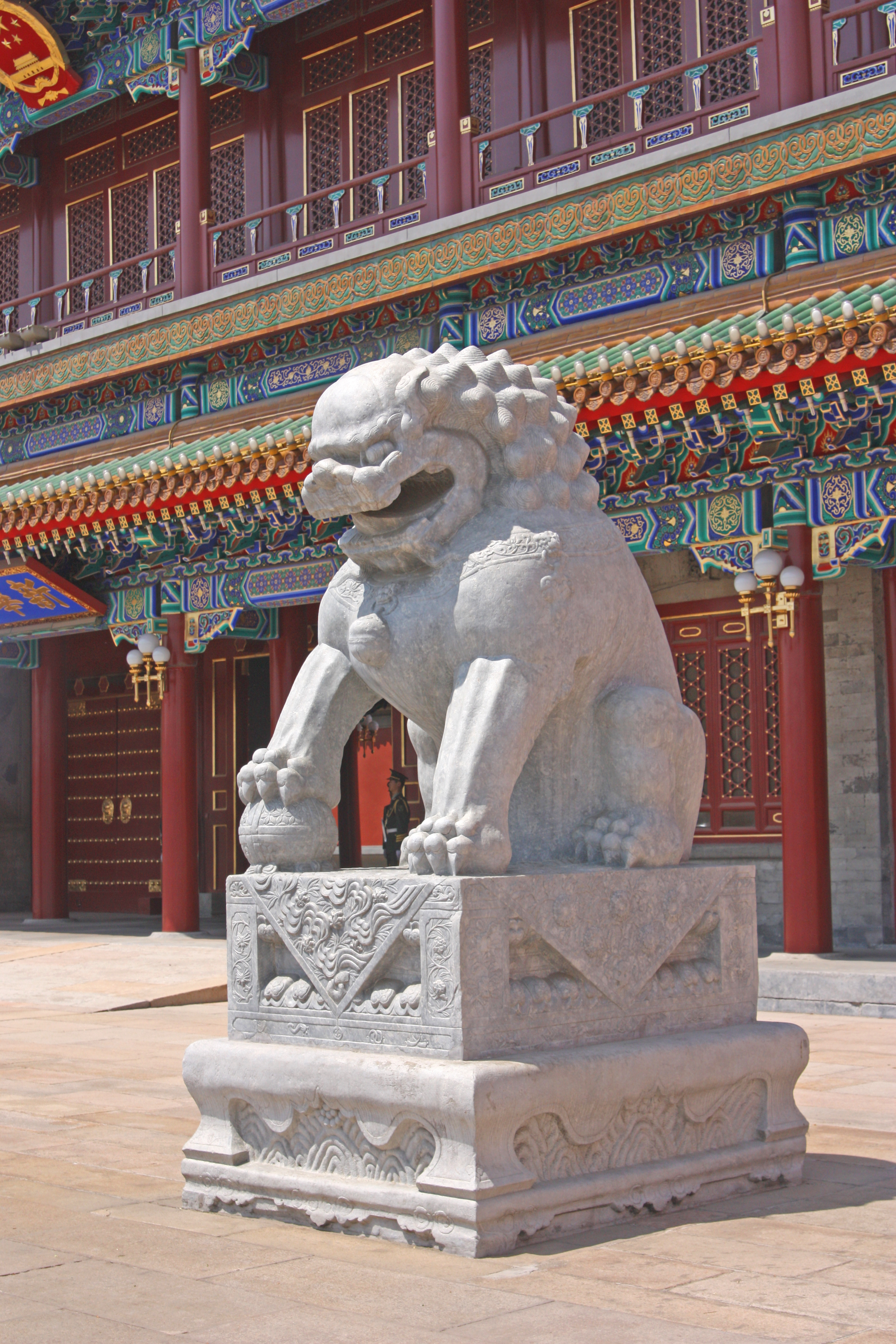
Кам'яний лев біля воріт в Заборонене місто, Пекін, Китай

## Див. Також
- Сніговий лев